# Pelle Svanslös (TV-serie)
Pelle Svanslös var SVT:s julkalender 1997, initierad av SVT Dramas biträdande chef Mark Levengood. Kalendern bygger på Gösta Knutssons böcker om katten Pelle Svanslös, och blev populär bland både barn och vuxna. Julkalendern regisserades av Mikael Ekman efter ett manus av Anna Fredriksson, Jonas Frykberg och Pernilla Oljelund.
2000 släpptes en uppföljarfilm till kalendern, Pelle Svanslös och den stora skattjakten.

## Handling
Pelle Svanslös är en ny katt på Åsgränd i Uppsala. Genom serien får han träffa och lär känna katterna som bor där och förälskar sig i Maja Gräddnos.

## Rollista
- Björn Kjellman – Pelle Svanslös
- Cecilia Ljung – Maja Gräddnos
- Christer Fant – Måns
- Leif Andrée – Bill
- Göran Thorell – Bull
- Brasse Brännström – Trisse
- Suzanne Ernrup – Gullan från Arkadien
- Jonas Uddenmyr – Murre från Skogstibble
- Lena-Pia Bernhardsson – Maja Gräddnos mamma
- Anna Norberg – Frida
- Lakke Magnusson – Fritz
- Jonathan Dehnisch – Fridolf
- Julia Dehnisch – Fridolfina
- Peter Harryson – Pettersson
- Ulla Akselson – Gammel-Maja
- Björn Granath – Konrad
- Lars Dejert – Tusse Batong
- Claes Månsson – Karl-Erik, kalkonen
- Henry Bronett – Taxen Max
- Reuben Sallmander – Frösö-Frasse
- Ecke Olsson – Ville med sillen
- Katarina Ewerlöf – Mirjam, societetskatt
- Fransesca Quartey – Monique, societetskatt
- Anders Beckman – Långe John
- Gösta Prüzelius – berättare

## Produktion

### Idé och bakgrund
Seriens producent Mark Levengood hade i flera år haft idén att göra en julkalender som bygger på Gösta Knutssons böcker om Pelle Svanslös och i september 1996 kunde det avslöjas att 1997 års julkalender skulle bli just det. Senare i december samma år presenterades skådespelarna i serien och filmteamet bakom kameran. Christer Fant som spelade elake Måns hade även tagit ledigt från Stockholms stadsteater för att kunna spela rollen medan Brasse Brännström på kvällarna uppträdde i farsen Rakt ner i fickan på Maximteatern.
Manuset skrevs av Anna Fredriksson, Jonas Frykberg och Pernilla Oljelund som skrev 8 av de 24 avsnitten vardera.

### Inspelning

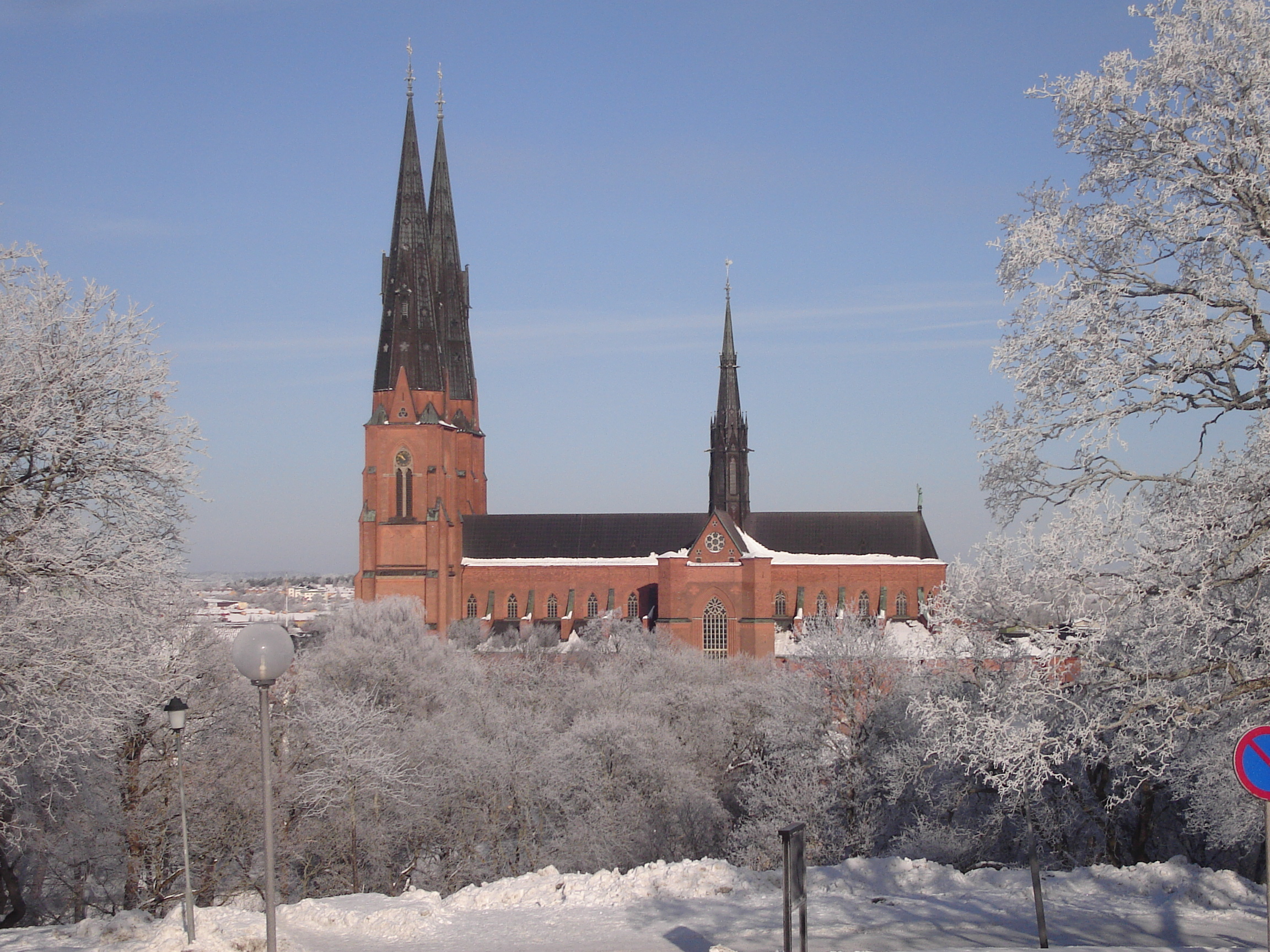
Uppsala domkyrka där delar av handlingen utspelar sig byggdes upp i studio

Serien spelades in i TV-huset på Gärdet i Stockholm där Åsgränd, Kyrkogårdsgatan, Skogstibble, Domkyrkan och flera andra av platserna från Uppsala byggdes upp i kulisser mellan januari och 1 juni 1997. Skådespelarna bar kostymer utformade av Katja Watkins och smink för att efterlikna det djur de skulle spela där katterna bar motordrivna svansar.
Serien producerades av SVT Drama som tolv avsnitt på 27 minuter vardera men sändes som 24 gånger 13 och en halv minut. Totalt medverkade runt 80 medarbetare och 22 skådespelare med Mark Levengood och Dag Strömqvist som projektledare. Produktionen beräknades ha en budget på mellan 10 och 15 miljoner kronor.

### Papperskalendern
Papperskalendern ritades av Ellen Auensen och visar Uppsala, där berättelsen utspelar sig, i vintermiljö. Figurerna i kalendern medverkar också på framsidan. Uppsala domkyrka syns i bakgrunden.

### Webbplats
På en egen webbadress kunde besökare öppna luckor varje dag i december i en digital kalender, lyssna på sagor och spela spel med koppling till serien samt läsa beskrivningar av avsnitten. Hemsidan utvecklades av SVT i samarbete med VM-data Education.
Webbplatsen var en av de mest besökta av SVT:s webbplatser under 1997 med 60 000 besökare under december månad och tilldelades 1998 andra pris av Guldklappan i kategorin "Interaktiva medier, verksamhet eller profil".

## Mottagande
Förväntningarna inför premiären var höga. Serien fick ett gott mottagande av kritikerna, särskilt skådespelarna, scenografin, kostymerna och sminkningen beskrevs i goda ordalag även om viss kritik framfördes mot att Pelle skulle ha varit för mesig.
Göteborgs-Postens recensent Ylva M. Andersson gav serien 5 av 5 i betyg och hyllade särskilt skådespelarna och rekvisitan. Expressens recensent Lars Lindström sa att "bättre julkalender än Pelle Svanslös aldrig har visats i svensk television" och jämförde serien med Flykten från New York av John Carpenter. Lindström hyllade även skådespelarna, i synnerhet Christer Fant som Elake Måns och Peter Harryson som Pettersson, regin av Mikael Ekman, manuset, dekoren, kläderna och sminkningen vilket kunde sammanfattas som "en modern TV-klassiker".
Göteborgs-Posten hade en linje där tittare kunde ringa in och berätta vad de tyckte om serien som mottog övervägande positiva samtal.
Serien sågs av ett snitt på 1,5 miljoner tittare per avsnitt och lockade även äldre tittare.

### Utmärkelser
Regissören Mikael Ekman mottog en Sammy-statyett för serien.
2015 höll Öppet arkiv en omröstning för att utse den mest nostalgiska julkalendern genom tiderna. I omröstningen vann Pelle Svanslös med 26 procent av alla röster.

### Kontrovers
I november 1998 rapporterades det att julkalendern skulle användas i marknadsföring för kattmat. Efter kritik i media där bland annat Björn Kjellman och Mikael Ekman uttalat sig kritiska i saken backade SVT och vd Sam Nilsson meddelade att det hela "borde skötts på ett bättre sätt". I samband med detta pågick också en mindre storm i media över hur den kommande julkalendern När karusellerna sover skulle marknadsföras, där utgivningen av serien på CD-ROM stod i fokus.

## Avsnitt
1. Nykomlingen
2. Kattafton
3. Medaljen
4. Snögubben
5. Strutsen
6. Rymningen
7. Födelsedagen
8. Frågetävlingen
9. Taxen Max
10. Julgranen
11. Kranskattan
12. Katt-Mästerskapen
13. Luciaspök
14. Klappjakten
15. Kattsocieteten
16. Tjuven
17. Kattskolan
18. Önskelistan
19. Skidtävlingen
20. Minnesluckan
21. Potatisbilen
22. Detektivbyrån
23. Flytten
24. Julafton

## Utgivning
Serien utgavs 1998 på VHS och 2001 på DVD.
Från och med 27 november 2015 finns serien tillgänglig på Öppet arkiv.